# 中型ドーザ

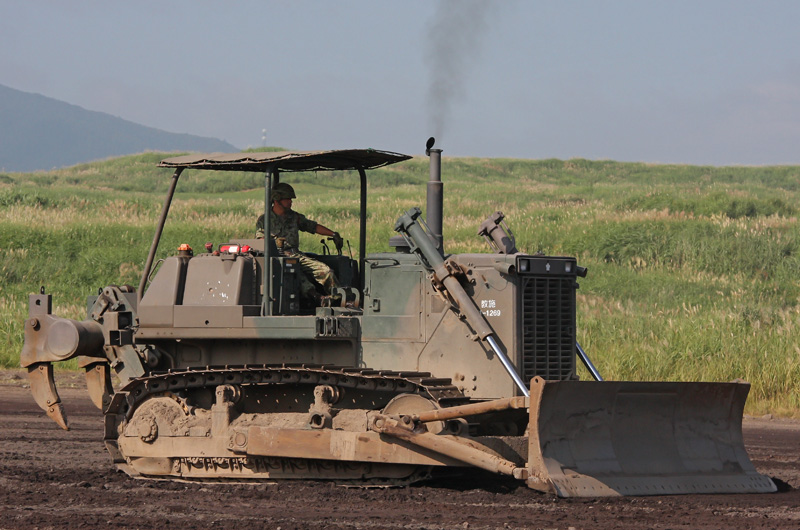
中型ドーザ

中型ドーザ（ちゅうがたドーザ）は陸上自衛隊の保有する装備品である。

## 概要
本車は民生品の中型ブルドーザーをOD色、または茶色と緑色の二色迷彩に塗装した、土木作業に従事する装備品である。自衛隊の装備品らしい特徴は、乗車する隊員が携行する小銃を収納できるよう、操縦席脇に小銃ラックが増設される点である。装甲はなく開架式の屋根が基本だが、最近調達されるものは密閉式キャビンを備えたものもある。
また市販車ではオプション扱いとなるリッパーが車体後部に装備され、個体によってはリッパーに代わりウインチを装着しているものもある。
陸上自衛隊専用品を製造しているわけではなく、民生品を調達しているため調達年度によりメーカー、仕様が異なりバリエーションは無数にあると言っても過言ではない。

## 運用

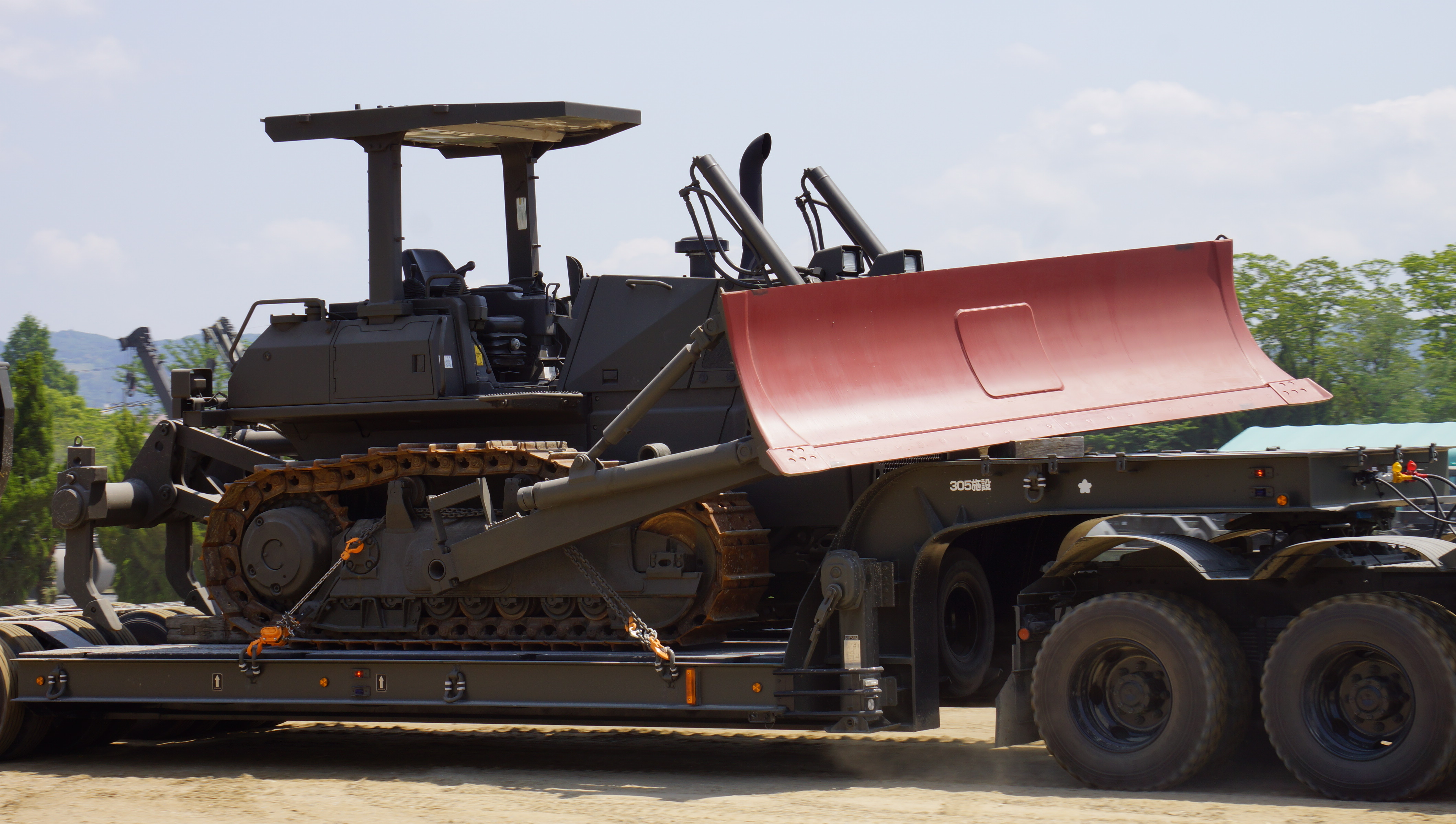
中型セミトレーラにて輸送される中型ドーザ

主に施設科へ配備されている。近年調達されているものには、無線により遠隔操縦が可能な『中型ドーザ（リモコン装置付き）』というものも存在する。これは操縦手が乗車して作業を行うことが危険な際、リモコンを使用して車体の操作、排土板、リッパーの操作が可能になっているものである。このタイプは屋根上に黄色の回転灯を装備しており、リモコン操縦中はこの回転灯を点灯させる。
公道走行は出来ないので駐屯地から演習場への移動などでは中型セミトレーラ以上の輸送車両が必要となる。